# المطلة (المفرق)
المطلة منطقة سكنية تقع في لواء البادية الشمالية الغربية، محافظة المفرق في الأردن. تنتمي المنطقة لقضاء سما السرحان الذي يضم 9 مناطق. يقدر عدد سكانها بـ 1429 نسمة حسب إحصاء 2015.

## الوصلات الخارجية
- دائرة الاحصاءات العامة